# Buteo bannermani
La poiana di Capo Verde (Buteo bannermani Swann, 1919) è un uccello rapace della famiglia degli Accipitridi,  endemico dell'arcipelago di Capo Verde.

## Descrizione
Simile per taglia e dimensioni alla poiana comune (Buteo buteo), se ne differenzia per alcune caratteristiche del piumaggio.

## Biologia

### Riproduzione
La deposizione delle uova avviene tra dicembre e febbraio.

## Distribuzione e habitat
Buteo bannermani è endemico dell'arcipelago di Capo Verde. La popolazione totale stimata della specie è di poche decine di coppie, concentrate in massima parte sulle isole di  Santiago e Santo Antão.

## Tassonomia
In passato questa entità veniva inquadrata come sottospecie della poiana comune  (Buteo buteo bannermani) ma recenti studi filogenetici ne hanno evidenziato i caratteri di specie a sé stante e tale rango le è attualmente riconosciuto dal Congresso Ornitologico Internazionale.

## Conservazione
La Lista Rossa degli uccelli di Capo Verde (1996) la classifica come specie in pericolo critico di estinzione.
La specie non ha ancora ricevuto una valutazione ufficiale da parte della Unione internazionale per la conservazione della natura (IUCN).